# Opción Sónica
Opción Sónica est un label discographique de jazz et rock, basé à Mexico, actif entre 1987 et 2003,. Durant son existence, il se consacre à la diffusion de genres tels que le rock dans ses sous-genres et fusions les plus divers, ainsi que le jazz, la musique expérimentale, la musique live et d'autres genres connexes, afin de faire de la place aux artistes et groupes indépendants, c'est-à-dire ceux qui n'étaient pas signés par des labels discographiques mondiaux et populaires.

## Histoire
Le label est fondé par Edmundo Navas, un mélomane et collectionneur de disques, en 1987 à Mexico, dans le prolongement du label Grabaciones Lejos del Paraíso, afin que les projets musicaux écartés par les labels internationaux en raison de leurs propositions avant-gardistes puissent être enregistrés et popularisés à l'intérieur et hors du Mexique. Le label réédite également des disques indépendants produits à l'étranger pour les distribuer au Mexique. Un grand nombre des productions du label sont éditées sous forme de cassettes.
Opción Sónica donne de l'espace aux premières productions de groupes qui articulaient diverses tendances du rock mexicain, comme le reggae, le rock gothique, le surf rock et divers artistes qui ont plus tard fait partie du collectif Nortec Collective.